# محمود کهربا
محمود عبد المنعم سلیمان (زادهٔ ۱۳ آوریل ۱۹۹۴) که عموماً با نام کهربا شناخته می‌شود، بازیکن فوتبال اهل مصر است.
از باشگاه‌هایی که در آن بازی کرده‌است می‌توان به انپی، لوتسرن، گراس‌هاپر، زمالک، الاتحاد، آوس و الاهلی اشاره کرد.
وی همچنین در تیم ملی فوتبال مصر بازی کرده‌است.